# Ochlenberg
Ochlenberg ist eine politische Gemeinde im Verwaltungskreis Oberaargau des Kantons Bern in der Schweiz.

## Geographie
Ochlenberg liegt auf 580 m ü. M., 8 km südsüdwestlich der Stadt Langenthal (Luftlinie). Die Streusiedlungsgemeinde erstreckt sich in den Buchsibergen, einem Molassehügelland zwischen den Tälern von Önz im Westen und Langete im Osten, auf einer Geländeterrasse östlich des Stauffenbachtälchens, im Oberaargau.
Die Fläche des 12,1 km² grossen Gemeindegebiets umfasst einen Abschnitt des Berner Mittellandes. Das Gebiet weist eine grosse landschaftliche Vielfalt mit zahlreichen Hügeln und Tälern und kaum ebenen Flächen auf. Durch den Stauffenbach mit seinen kurzen Seitenbächen wird der Gemeindebann nach Norden zur Önz entwässert. Im Osten verläuft die Grenze weitgehend auf der Wasserscheide zwischen dem Stauffenbach und der Langete und liegt auf den Waldhöhen von Dornegggütsch (739 m ü. M.) und Weidwald (750 m ü. M.). Nach Süden erstreckt sich der Gemeindeboden in das stärker reliefierte Gelände im Quellgebiet des Stauffenbachs und erreicht im Eggstutzwald 808 m ü. M., auf der Höhe des Lindenbergs oberhalb Wäckerschwend mit 811 m ü. M. den höchsten Punkt von Ochlenberg. Im Westen und Nordwesten reicht das Gebiet über die Höhen von Oschwand und Spych bis auf das Hochplateau des Humbergs (597 m ü. M.). Von der Gemeindefläche entfielen 1997 5 % auf Siedlungen, 33 % auf Wald und Gehölze und 62 % auf Landwirtschaft.
Zu Ochlenberg gehört eine Reihe von Weilern, Hofsiedlungen und Einzelhöfen. Die wichtigen davon sind:
- Dornegg (606 m ü. M.) auf einer Terrasse westlich des Dornegggütsches
- Duppetal (566 m ü. M.) in einem Tälchen westlich des Dornegggütsches
- Willershüseren (576 m ü. M.) auf einer Terrasse östlich des Stauffenbachtals
- Stauffenbach (541 m ü. M.) am gleichnamigen Bach
- Sulzberg (567 m ü. M.) am Hang westlich des Stauffenbachs
- Humberg (Homberg), bestehend aus Vorder Humberg (572 m ü. M.) und Hinterer Humberg, (578 m ü. M.) auf dem Plateau des Humbergs
- Spych (605 m ü. M.) nördlich des Heidetewaldes
- Oschwand (626 m ü. M.) auf einem Sattel östlich des Heidetewaldes, nur die Häuser östlich der Dorfstrasse gehören zu Ochlenberg
- Aspi (632 m ü. M.) am Hang westlich des Stauffenbachs
- Wäckerschwend (738 m ü. M.) im Quellgebiet des Stauffenbachs

Nachbargemeinden von Ochlenberg sind Thörigen, Bleienbach, Rütschelen, Madiswil, Ursenbach, Oeschenbach, Wynigen, Seeberg und Bettenhausen.

## Bevölkerung
Mit 535 Einwohnern (Stand 31. Dezember 2023) gehört Ochlenberg zu den kleineren Gemeinden des Kantons Bern. Von den Bewohnern sind 99,4 % deutschsprachig, 0,5 % französischsprachig, und 0,1 % sprechen Russisch (Stand 2000). Die Bevölkerungszahl von Ochlenberg belief sich 1850 auf 1093 Einwohner, 1900 noch auf 914 Einwohner. Im Verlauf des 20. Jahrhunderts nahm die Bevölkerungszahl durch starke Abwanderung um weitere 30 % ab.

## Wirtschaft
Ochlenberg lebt noch heute überwiegend von der Landwirtschaft, insbesondere vom Ackerbau, vom Obstbau sowie von der Milchwirtschaft und Viehzucht. Ausserhalb des primären Sektors sind nur wenige Arbeitsplätze in der Gemeinde vorhanden. Einige Erwerbstätige sind Wegpendler, die hauptsächlich in der Region Langenthal-Herzogenbuchsee arbeiten.

## Verkehr
Die Gemeinde liegt abseits der grösseren Durchgangsstrassen, ist aber von Thörigen beziehungsweise von Herzogenbuchsee leicht erreichbar. Ochlenberg besitzt keine Anbindung an das Netz des öffentlichen Verkehrs.

## Geschichte
Die erste urkundliche Erwähnung des Ortes erfolgte erst 1612 unter dem Namen Ochliberg. Die Deutung des Ortsnamens ist unsicher. Ochlenberg geht möglicherweise auf den althochdeutschen Personennamen Achilo zurück und bedeutet demnach Berg des Achilo.
Seit dem Mittelalter unterstand das Gebiet von Ochlenberg den Kyburgern und gehörte zum Gerichtskreis Egerden. Im Jahr 1406 gelangte das Dorf unter Berner Herrschaft und wurde der Vogtei Wangen zugeordnet. Nach dem Zusammenbruch des Ancien Régime (1798) gehörte Ochlenberg während der Helvetik zum Distrikt Wangen und ab 1803 zum Oberamt Wangen, das mit der neuen Kantonsverfassung von 1831 den Status eines Amtsbezirks erhielt.

## Sehenswürdigkeiten
In den verschiedenen Weilern von Ochlenberg sind charakteristische Bauernhäuser des bernischen Landstils mit Speichern und Stöcken aus dem 17. bis 19. Jahrhundert erhalten. Besonders hervorzuheben sind die Hofgruppen von Dornegg, Ochlenberg, Spych, Willershäusern und Wäckerschwend. Ochlenberg besitzt keine eigene Kirche, es gehört zur Pfarrei Herzogenbuchsee.